# Nomia apicalis
Nomia apicalis là một loài Hymenoptera trong họ Halictidae. Loài này được Friese mô tả khoa học năm 1941.